# Maison Jagellon
Pour les articles homonymes, voir Jagellonne.

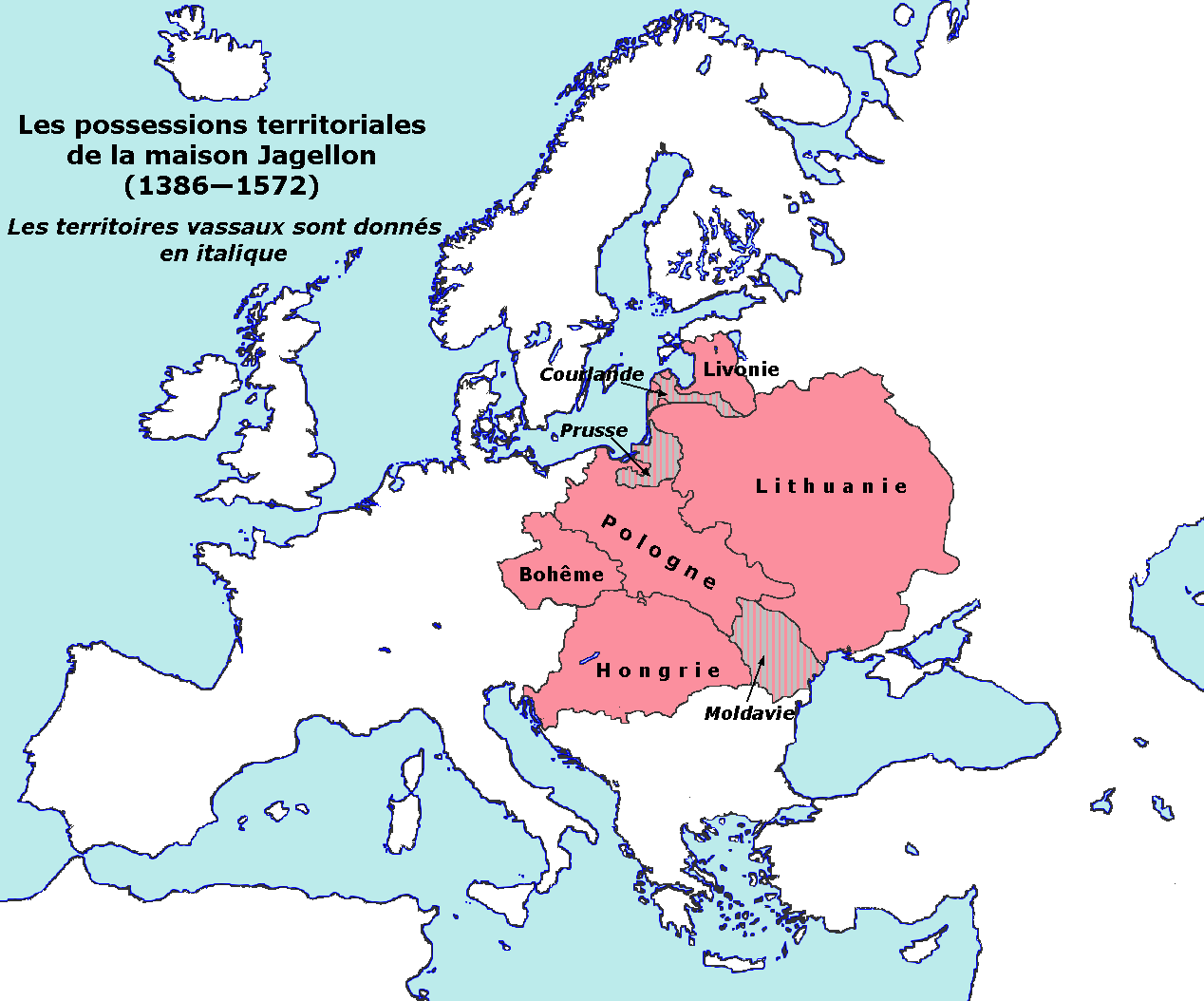
Carte anachronique des possessions des Jagellons, y-compris les États vassaux

La maison Jagellon (en lituanien : Jogailaičiai) est une dynastie royale, originaire de Lituanie, qui régna sur une partie de l'Europe centrale (correspondant de nos jours à des territoires appartenant à la Lituanie, la Biélorussie, la Pologne, l'Ukraine, la Lettonie, l'Estonie, la région de Kaliningrad et d'autres parties occidentales de la Russie, et à la Hongrie), entre le XIVe siècle et le XVIIIe siècle. Les Jagellons sont issus d'une branche de la dynastie lituanienne des Gédiminides (Gediminaičių).

## Histoire

### Origines du nom et prononciation
Leur nom vient de la transcription en polonais – Jagiellon – du nom lituanien – Jogaila – de Ladislas II Jagellon, premier roi de Pologne de cette dynastie. En polonais, la dynastie est connue sous le nom de Jagiellonowie (singulier : Jagiellon) ; en lituanien elle est appelée Jogailaičiai (singulier : Jogailaitis), en biélorusse Ягайлавічы (Jagajłavičy, singulier : Ягайлавіч, Jagajłavič), en hongrois Jagellók (singulier : Jagelló), et en tchèque Jagellonci (singulier : Jagellonec ; adjectif : Jagellonský). Dans toutes les langues de la région, le j initial se prononce i et le g gue : on prononce donc yaguellonne.
Les membres de cette dynastie furent grands-ducs de Lituanie de 1377 à 1392 et de 1440 à 1572, rois de Pologne de 1386 à 1572, rois de Hongrie de 1440 à 1444 et de 1490 à 1526, rois de Bohême de 1471 à 1526 et suzerains, au Nord, de l'ordre Teutonique de 1466 à 1657 et, au Sud, de la principauté de Moldavie dont les voïvodes furent leurs vassaux de 1387 à 1497.
L'union dynastique entre la Pologne et la Lituanie est devenue une union perpétuelle en 1569 : c'est la naissance de la « république des Deux Nations » et la raison de l'appellation « Pologne-Lituanie » dans les sources concernant la fin du Moyen Âge.
En 1817, l'université Jagellonne a été rebaptisée de son nom actuel (Uniwersytet Jagielloński) pour commémorer la dynastie des Jagellons.

## Personnalités
- Jogaila (Jagiełło), grand-duc de Lituanie et fondateur de la dynastie en Pologne, devient roi de Pologne sous le nom de Ladislas II Jagellon après s'être converti au christianisme et marié à Hedwige Ire de Pologne, seconde souveraine polonaise de la dynastie des Anjou.

La dynastie des Piast s'étant éteinte en 1370 à la mort de Casimir III, les Jagellons deviennent les souverains héréditaires de la Pologne et de la Lituanie
- Ladislas II (en Lituanie de 1377 à 1392), en Pologne de 1386 à 1434)
- Ladislas III (de 1434 à 1444)
- Casimir IV (de 1447 à 1492)
- Jean Ier Albert (de 1492 à 1501)
- Alexandre Ier (de 1501 à 1506)
- Sigismond Ier (de 1506 à 1548)
- Sigismond II Auguste (de 1548 à 1572)

L'héritier de Sigismond est sa sœur, Catherine Jagellon, qui épouse Jean III de Suède. La branche principale des Jagellons laisse ainsi la place à la Maison de Vasa, qui règne sur la Pologne de 1587 à 1668.
Les Jagellons règnent sur les royaumes de Bohême et de Hongrie, avec Vladislas IV suivi de son fils Louis II. Cependant, après la mort soudaine de Louis, cette branche de la dynastie s'éteint à son tour. Anne Jagellon, la sœur de Louis II, dernière de cette branche des Jagellons, ayant épousé en 1521 Ferdinand 1er, la Bohême et la Hongrie passent à la Maison d'Autriche (Habsbourg).

## Filiation
1. Ladislas II Jagellon (Jogaila, v.1351-1434), fils d'Olgierd (Algirdas) issu de la famille des Gédiminides, grand-duc de Lizuanie de 1377 à 1392, roi de Pologne à partir de 1386 ; ép. (1) en 1386 Hedwige d'Anjou (1373-1399), (2) en 1402 Anne de Cilley (1386-1416), (3) en 1417 Élisabeth de Pilica (1372-1420), (4) en 1422 Sophie de Holszany (1405-1461) :
  1. Élisabeth Bonifacia (1399-1399) ;
  2. Edwige (1408-1431), fiancée avec Frédéric II de Brandebourg ;
  3. Ladislas III (1424-1444), roi de Pologne de 1434, roi de Hongrie de 1440 jusqu'à sa mort ;
  4. Casimir (1426-1427) ;
  5. Casimir IV (1427-1492), grand-duc de Lituanie de 1440, roi de Pologne de 1446 jusqu'à sa mort ; ép en 1454 Élisabeth de Habsbourg (1437-1505), fille du roi Albert II :
    1. Vladislas II (1456-1516), roi de Bohême de 1471, roi de Hongrie et de Croatie de 1490 jusqu'à sa mort ; ép. (1) en 1476 Barbara de Brandebourg (1464-1515), (2) en 1490 Béatrice d'Aragon (1457-1508) , (3) en 1502 Anne de Foix (1484-1506) :
      1. Anne (1503-1547), ép. en 1521 Ferdinand Ier de Habsbourg ;
      2. Louis II (1506-1526), roi de Bohême, de Hongrie et de Croatie de 1516 jusqu'à sa mort ; ép. en 1522 Marie de Habsbourg (1505-1558), fille de Philippe Ier le Beau ;

    2. Edwige (1457-1502), ép en 1475 Georges de Bavière ;
    3. Casimir (1458-1484), saint, patron de la Lituanie et patron secondaire de la Pologne ;
    4. Jean Ier Albert (1459-1501), grand-duc de Lituanie de 1483 à 1492, roi de Pologne de 1492 jusqu'à sa mort ;
    5. Alexandre (1461-1506), grand-duc de Lituanie de 1492 à 1501, roi de Pologne de 1501 jusqu'à sa mort ; ép en 1495 Hélène (1476-1513), fille du grand-prince Ivan III de Moscou ;
    6. Sophie (1464-1512), ép. en 1469 Frédéric II de Brandebourg-Ansbach ;
    7. Élisabeth (1456-1466) ;
    8. Sigismond (1467-1548), grand-duc de Lituanie de 1506 à 1544, roi de Pologne de 1506 jusqu'à sa mort ; ép. (1) en 1512 Barbara Zápolya (1495-1515), ép. (2) en 1518 Bona Sforza (1494-1557) :
      1. Hedwige (1513-1573), ép. en 1535 Joachim II Hector de Brandebourg ;
      2. Anne (1515-1520) ;
      3. Sigismond II Auguste (1520-1572), grand-duc de Lituanie de 1544 à 1569, roi de Pologne de 1548 jusqu'à sa mort ; ép. (1) en 1543 Élisabeth d'Autriche (1526-1545) , ép. (2) en 1547 Barbara Radziwiłł (1520-1551), ép. (3) en 1553 Catherine d'Autriche (1533-1572) ;
      4. Sophie (1522-1575), ép. en 1556 Henri II de Brunswick-Wolfenbüttel ;
      5. Anne (1523-1596), ép. en 1576 Étienne Báthory ;
      6. Catherine (1526-1583), ép. en 1562 Jean III de Suède ;
      7. Albert (1527-1527) ;

    9. Frédéric (1468-1503), évêque de Cracovie en 1488, archevêque de Gniezno et cardinal en 1483 ;
    10. Élisabeth (1472-1480/1481) ;
    11. Anne (1456-1503), ép. en 1491 Bogusław X de Poméranie ;
    12. Barbara (1478-1534), ép. en 1496 Georges de Saxe ;
    13. Élisabeth (pl) (1482-1517), ép. en 1515 Frédéric II de Legnica.